# カーネヴァ
カーネヴァ（伊: Caneva）は、イタリア共和国フリウリ＝ヴェネツィア・ジュリア州ポルデノーネ県にある、人口約6,300人の基礎自治体（コムーネ）。

## 地理

### 位置・広がり

#### 隣接コムーネ
隣接するコムーネは以下の通り。括弧内のTVはトレヴィーゾ県（ヴェネト州）、BLはベッルーノ県（ヴェネト州）所属を示す。
- コルディニャーノ (TV)
- フォンタナフレッダ
- フレゴーナ (TV)
- ポルチェニーゴ
- サチーレ
- サルメデ (TV)
- タンブレ (BL)

### 気候分類・地震分類
カーネヴァにおけるイタリアの気候分類 (it) および度日は、zona E, 2451 GGである。
また、イタリアの地震リスク階級 (it) では、zona 2 (sismicità media) に分類される。

## 行政

### 分離集落
カーネヴァには以下の分離集落（フラツィオーネ）がある。
- Fiaschetti, Fratta, Sarone, Stevenà

## 姉妹都市
- ノイマルクト＝ザンクト・ファイト（ドイツ語版）、ドイツ 2002年